# Rodenbach (brouwerij en voormalig stokerij)

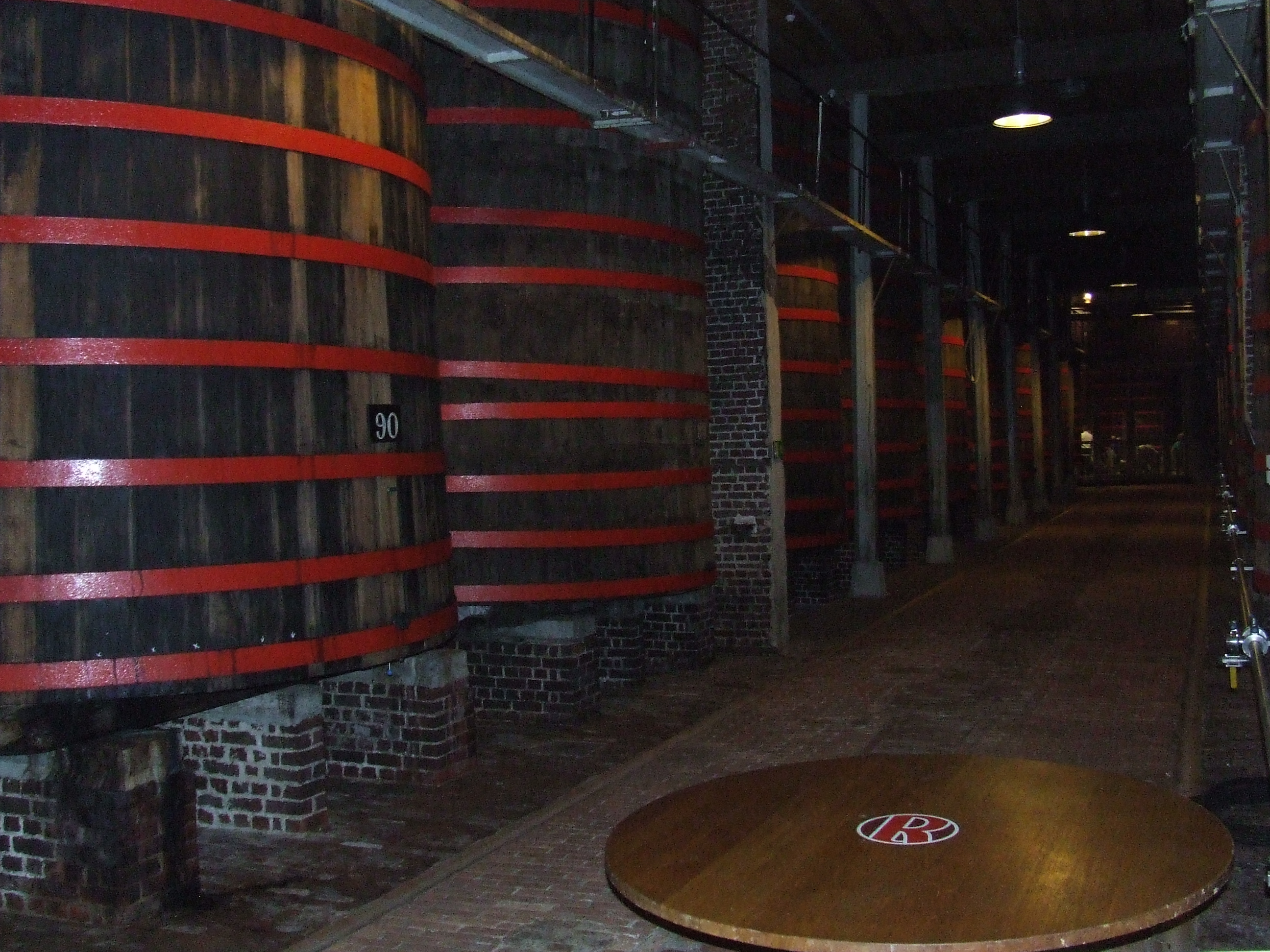
Foeders

Rodenbach is een brouwerij,  biermerk en voormalige stokerij uit Roeselare.  
De brouwerij werd in 1821 opgericht door de familie Rodenbach. Sinds 2016 maakt zij deel uit van Royal Swinkels. 
Rodenbach produceert een roodkleurig bier van gemengde gisting, een zogenaamd Vlaams rood bruin. Het aanvankelijk bovengistende bier rijpt in grote eikenhouten vaten ('foeders') en krijgt daar door gewenste infectie met de melkzuurbacterie een licht zurige smaak. Dit biertype wordt nog door enkele andere producenten in de regio gemaakt, maar het unieke aan Rodenbach is dat zij zich er volledig in heeft gespecialiseerd. De magazijnen met foeders vormen een indrukwekkend gezicht en zijn al eens een "bierkathedraal" genoemd. Bierkenner Michael Jackson noemde de brouwerij een "nationale schat".

## Historiek
De gebroeders Ferdinand, Alexander en Pedro Rodenbach, hun zuster Amelia en haar echtgenoot, kochten in 1820 de kleine brouwerij Norbert. In 1836 kochten Pedro en zijn echtgenote Regina Wauters de andere familieleden uit. De naam van de brouwerij werd gewijzigd in Brasserie et Malterie Saint-Georges. Wauters, een rijke brouwersdochter, had de werkelijke leiding in het bedrijf en introduceerde er de stoommachine. In 1864 kwam met Edward Rodenbach, de zoon van Pedro en Regina, de tweede generatie aan de leiding. Edward begon een expansie- en nieuwbouwprogramma. Zijn zoon Eugène nam de leiding over in 1878 en introduceerde, na een stage in Engeland, de foeders, de grote eikenhouten vaten waaraan het Rodenbach-bier zijn typische karakter ontleent. Hij overleed in 1889 zonder zonen om de naam voort te zetten. Zijn vader verdeelde de brouwerij en de daaraan gebonden cafés onder zijn dochters en kleindochter. De erfgenamen richtten de N.V. Brouwerij Rodenbach op, waardoor de familienaam voortleeft in de brouwerij.
In de jaren tachtig van de twintigste eeuw kreeg het bedrijf het moeilijk, en zocht het samenwerking met partners, maar kon een overname door een grote groep afwenden. Uiteindelijk volgde de overname door Brouwerij Palm in 1998.

## De brouwerij vandaag
De nieuwe eigenaar investeerde fors in een nieuw bezoekerscentrum, dat opende in juni 2001. Nog geen jaar later werd een nieuwe brouwzaal ingehuldigd, een moderne, glazen constructie. De nieuwe brouwinstallatie kan 250 hectoliter tegelijk aan, en dat twaalfmaal per etmaal. Het oude brouwhuis en de lagerkelders uit 1864 en de ast uit 1872 zijn bewaard en beschermd.
De foedermagazijnen bevatten in totaal 294 eiken vaten waarvan de oudste teruggaan tot 1872. Achttien foeders hebben een inhoud van 650 hectoliter, maar de meeste hebben een inhoud van 180 hectoliter. Dit laatste formaat wordt als ideaal beschouwd, omdat de rijping in het grootste formaat langer duurt. In totaal hebben de foeders een opslagcapaciteit van 65.000 hectoliter. De brouwerij heeft een eigen kuiperij, waar twee kuipers voltijds bezig zijn met het herstellen en nieuw opbouwen van foeders. De vaten worden waterdicht gemaakt door riet tussen de duigen te stoppen.
De bieren worden sinds de overname niet meer ter plaatse afgevuld, maar in Steenhuffel. De oude bottelarij werd verkocht aan de Provincie West-Vlaanderen en herbergt thans het Vlaams Huis van de Voeding.

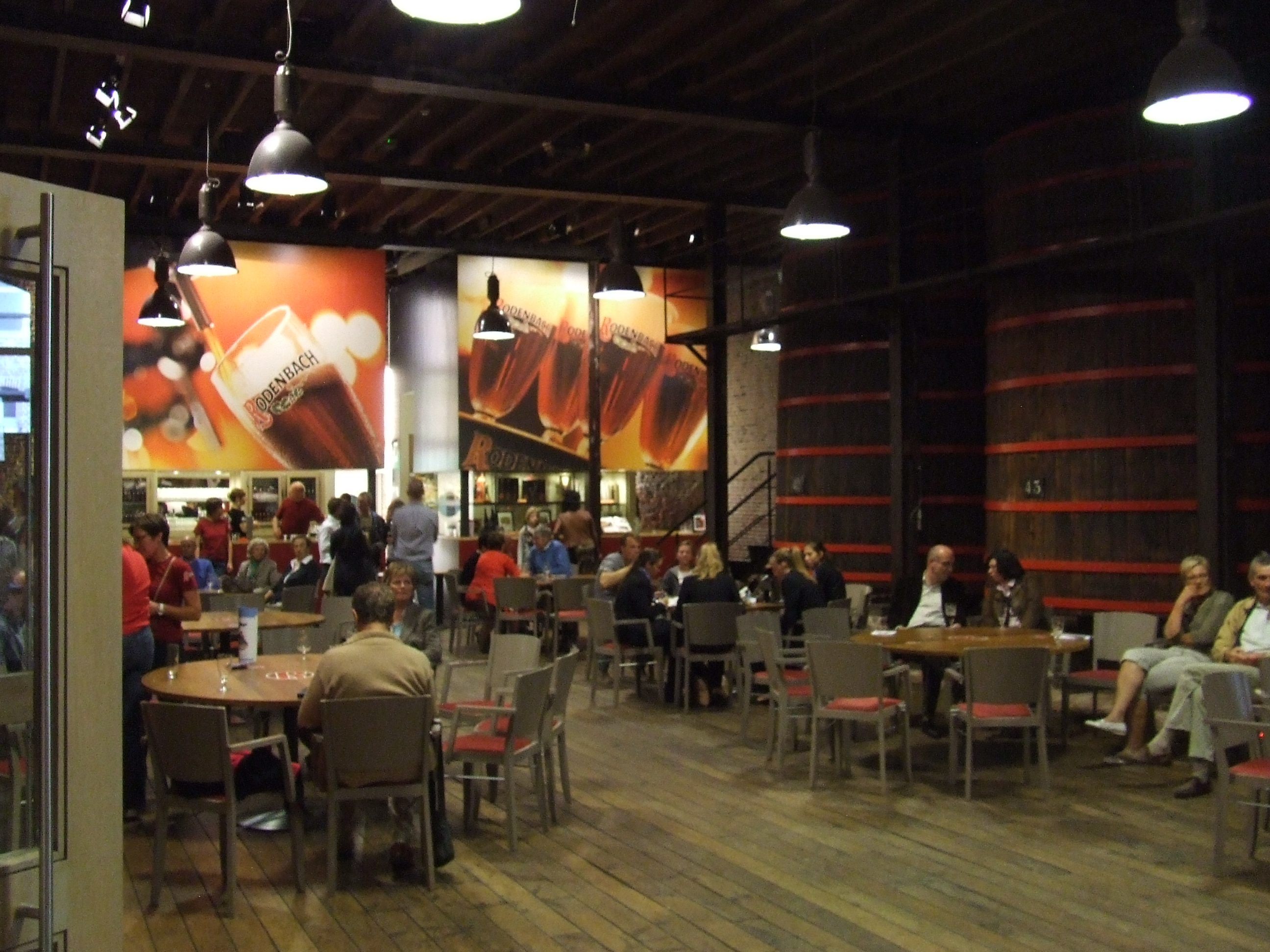
Bezoekerscentrum
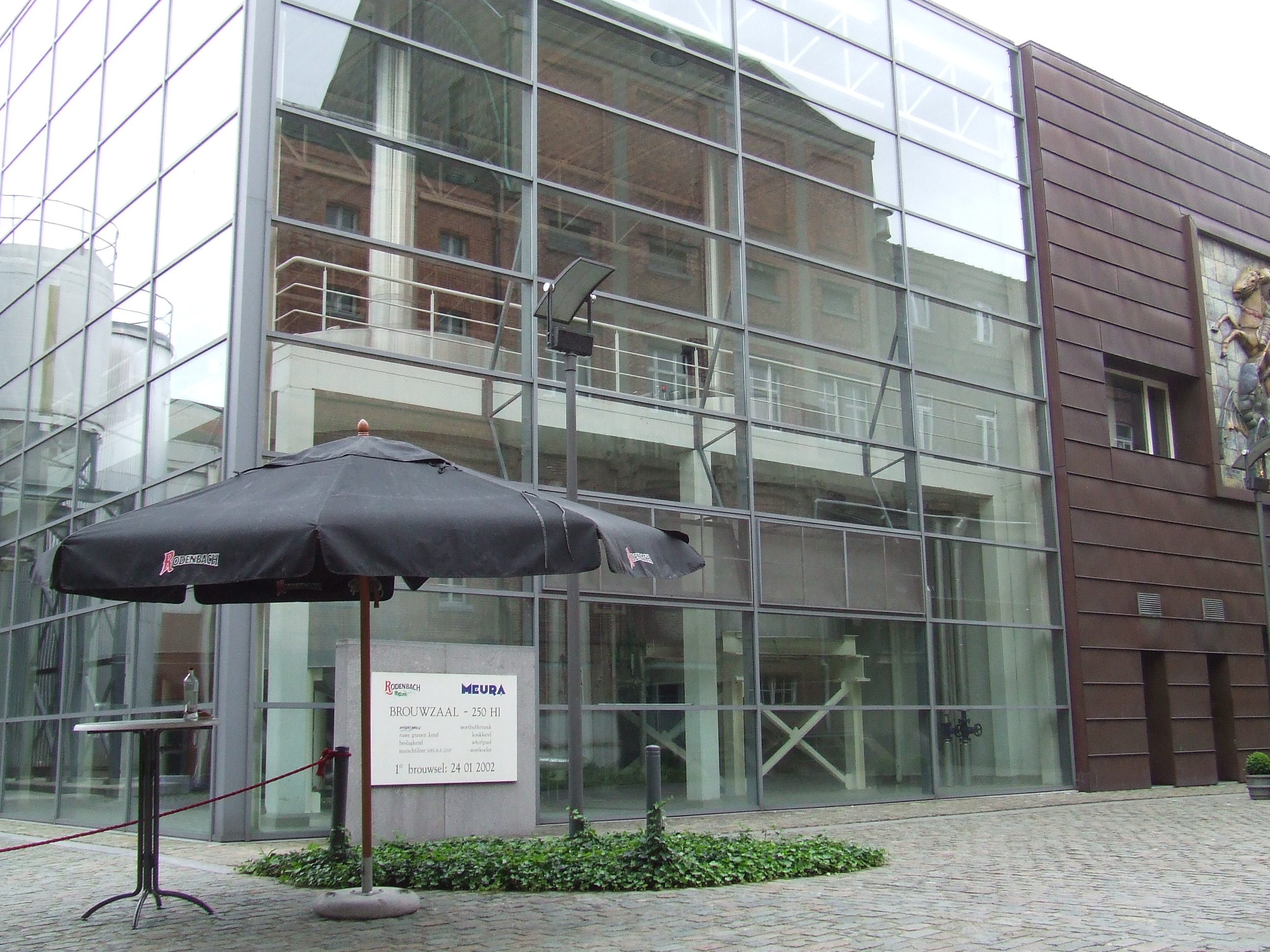
De nieuwe brouwzaal
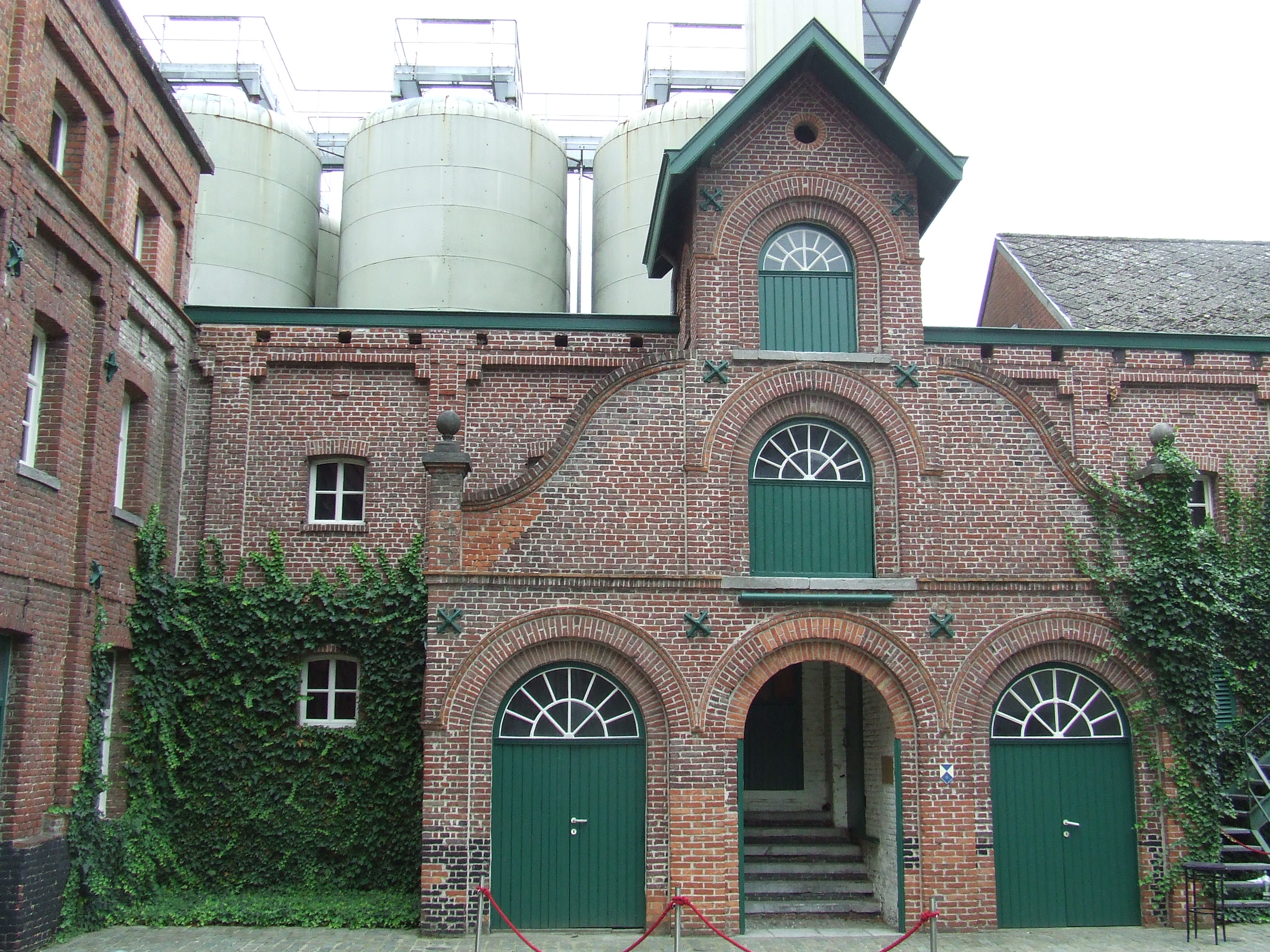
Toegang van de oude mouterij
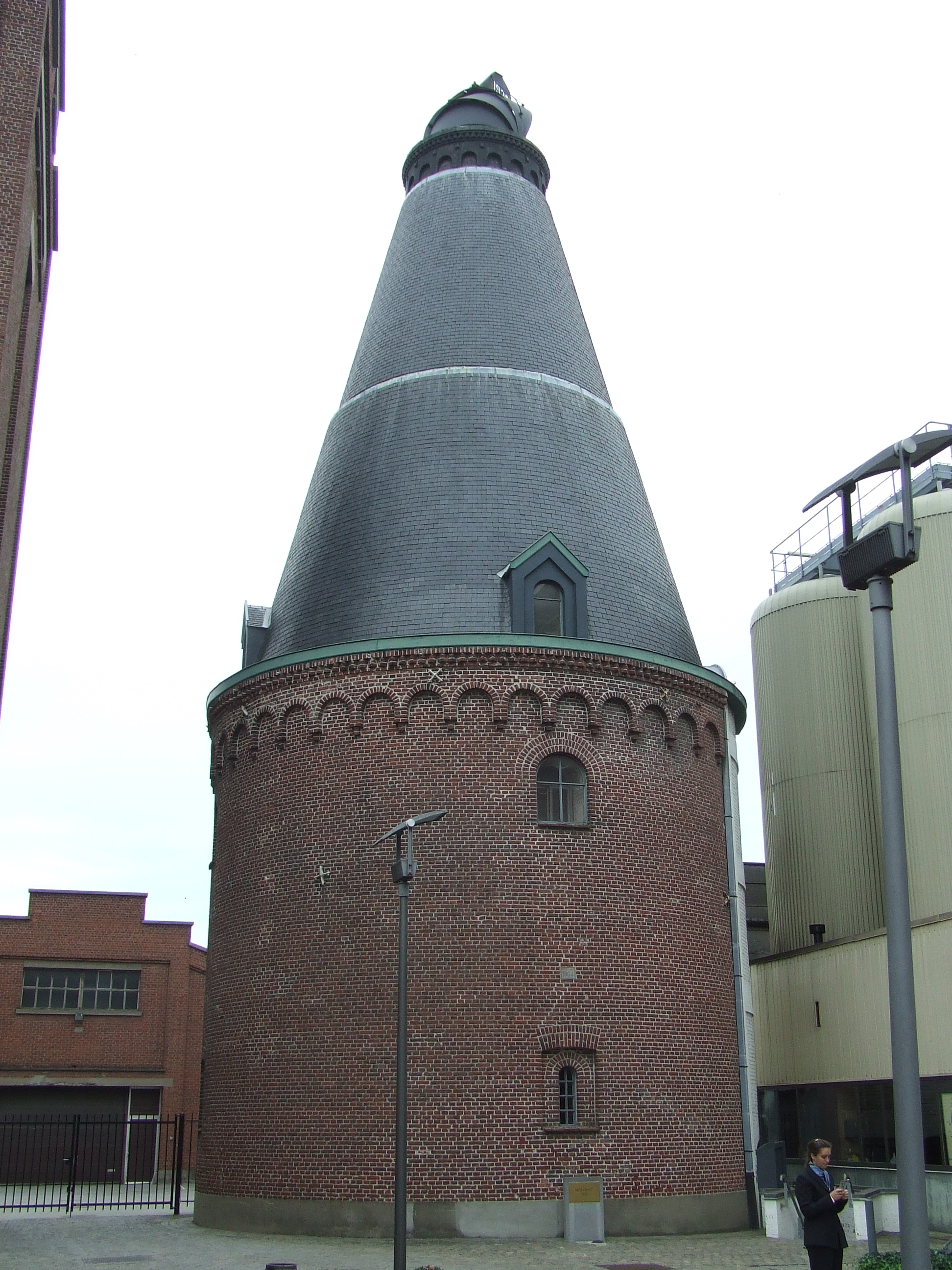
Ast
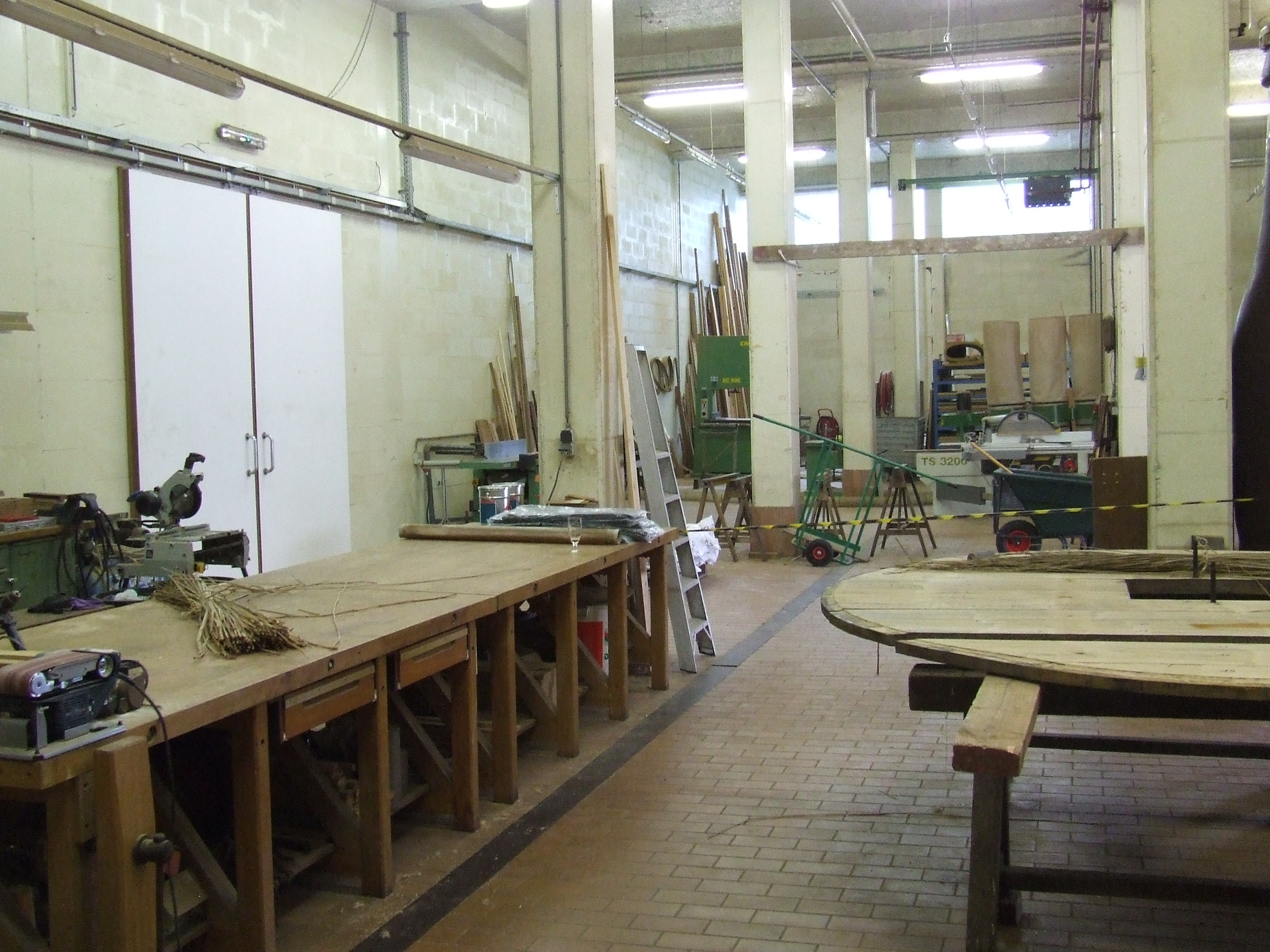
Kuiperij
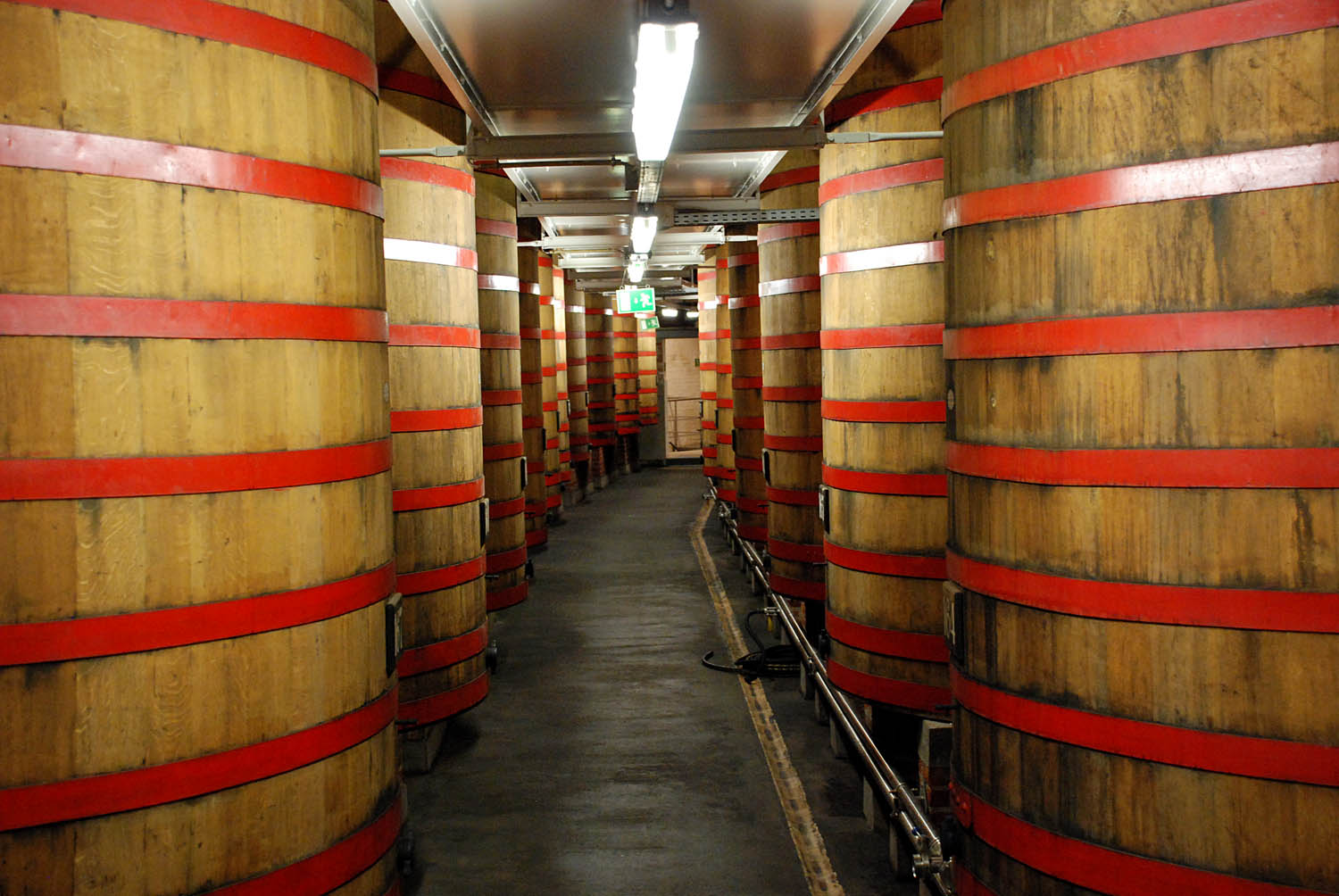
Foedermagazijn

## Productie
Het bier in de foeders wordt gelagerd tussen achttien maanden tot twee jaar. Door de grote omvang van de foeders is het contactoppervlak tussen het bier en het hout relatief klein, en gaan de tannines van het hout niet overheersen. Gedurende die tijd kunnen de microflora, waaronder melkzuurbacteriën en Brettanomyces, hun werk doen.
Het typische Rodenbach-bier wordt verkregen door het foederbier te versnijden met jong, pas gebrouwen bier, in een verhouding van 1/4 oud bier en 3/4 jong bier. Voor de Grand Cru-versie is deze verhouding 2/3 oud bier tegen 1/3 jong bier.
Rodenbach-bier dient ook als basis voor fruitbier: in het verleden waren dit de varianten Alexander Rodenbach en Redbach, anno 2014 de Caractère Rouge en Rosso.
Vanaf de jaren 50 van de twintigste eeuw werd in de brouwerij ook een eigen geuze gemaakt: Geuze Saint-Georges. Dit bier verdween in de jaren 70, toen de vraag naar Rodenbach toenam.
In 2019 ging men een samenwerkingsverband aan met het Amerikaanse Dogfish Head Craft Brewery in Milton. Uit deze samenwerking kwam Vribrant P'Ocean voort dat door Dogfish Head in de VS op de markt werd gebracht in 2020. Vribrant P'Ocean is een blend van twee jaar gerijpte Rodenbach met een sour (zuur bier) van vlierbessen, vlierbloesem, citroen en fleur de sel met een alcohol percentage van 4,7%.